# Brännäistenkari
Brännäistenkari är en ö i Finland. Den ligger i Skärgårdshavet och i kommunen Gustavs i den ekonomiska regionen  Nystadsregionen i landskapet Egentliga Finland, i den sydvästra delen av landet. Ön ligger omkring 60 kilometer väster om Åbo och omkring 210 kilometer väster om Helsingfors.
Öns area är 1,5 hektar och dess största längd är 220 meter i sydöst-nordvästlig riktning. Runt Brännäistenkari är det mycket glesbefolkat, med 7 invånare per kvadratkilometer. Närmaste större samhälle är Nystad, 18,6 km nordost om Brännäistenkari.